# Rock Island Arsenal

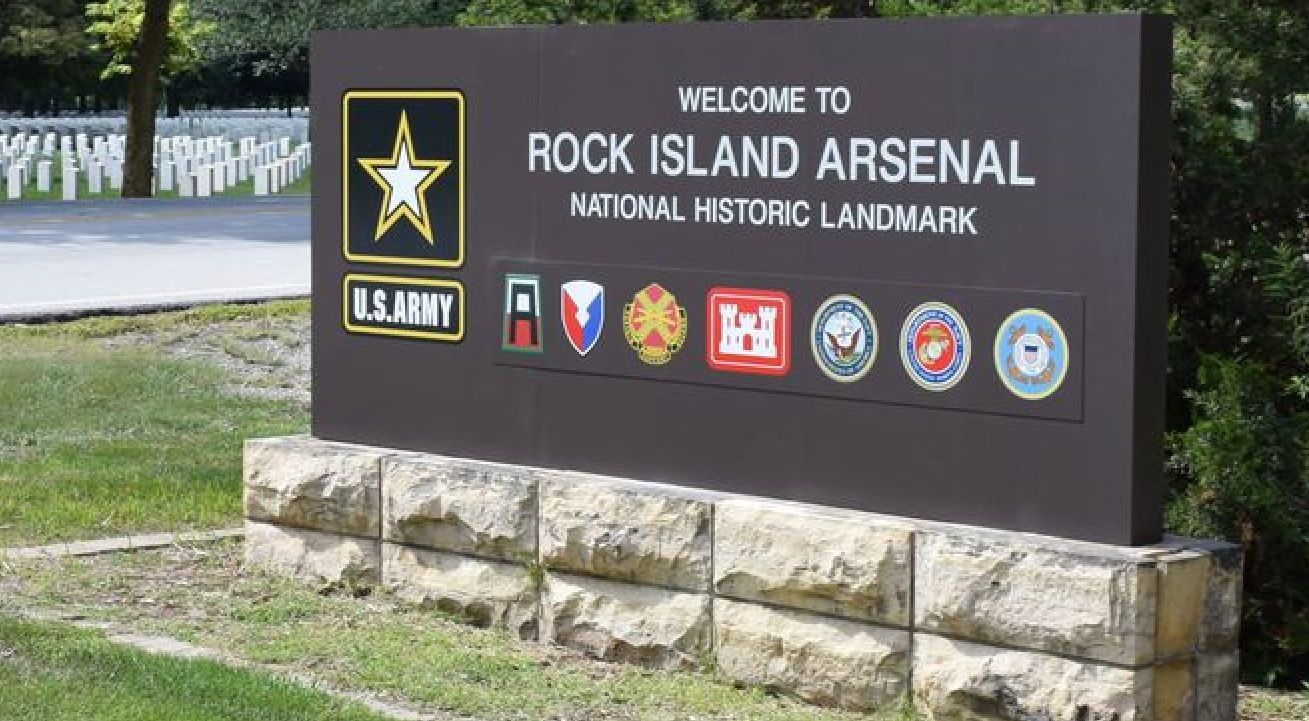
Rock Island Arsenal Gate

Rock Island Arsenal im Jahr 1985

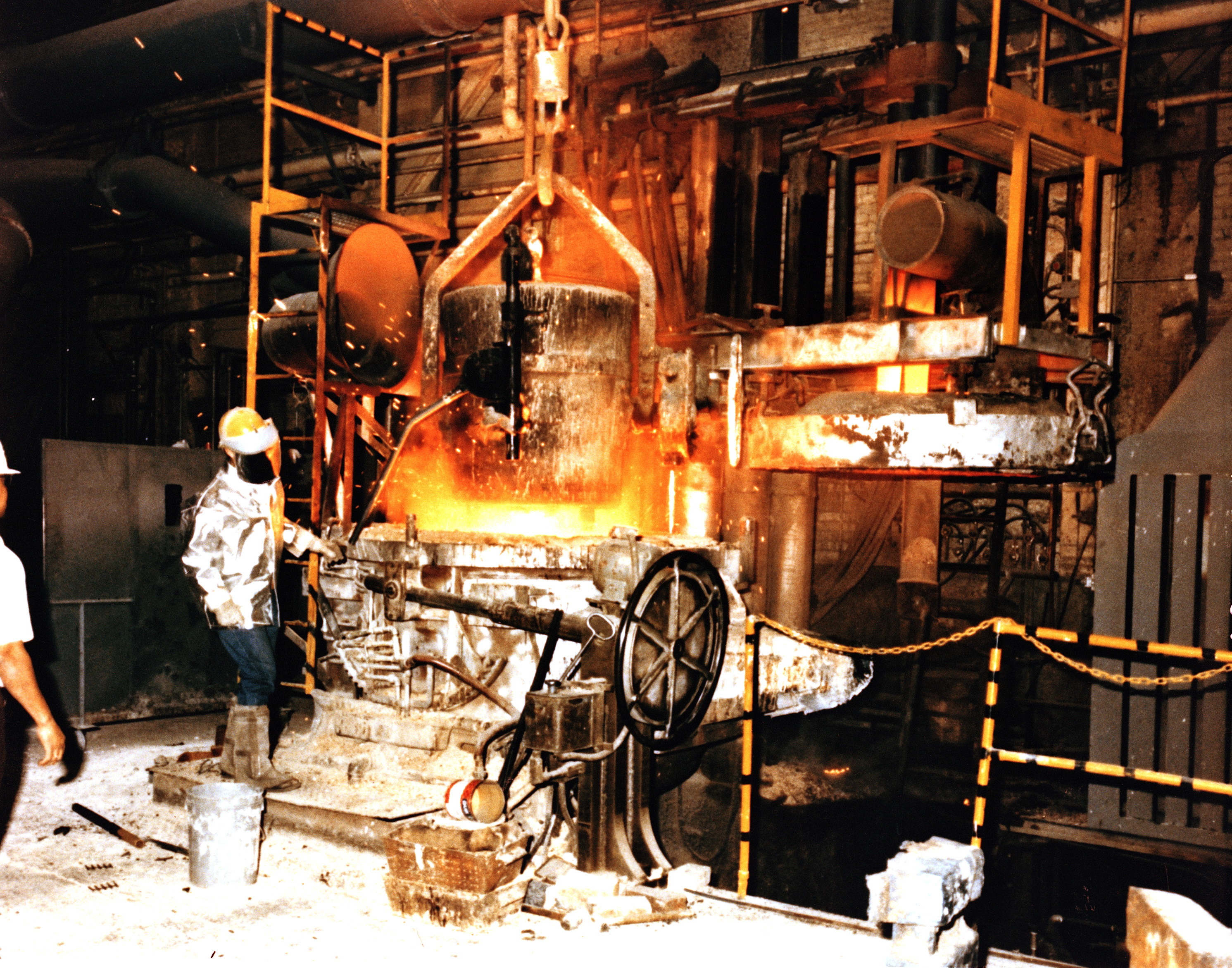
Gießerei des Rock Island Arsenal

Das Rock Island Arsenal (RIA) ist eine Garnison der U.S. Army auf einer ca. 390 ha großen Insel im Mississippi zwischen den Städten Davenport, Iowa, und Rock Island, Illinois.
Stationiert ist dort u. a. eine Forschungs- und Entwicklungsanstalt der U.S. Army.

## Auftrag
Die Kernkompetenz des RIA ist die Herstellung von Waffen und Waffenkomponenten von der Entwicklung bis zur Produktion in Serienfertigung von Großgerät und Ersatzteilen. Die Produktpalette reicht von Artilleriegeschützhalterungen und Rückstoßmechanismen bis hin zur Luftfahrzeugbewaffnung. Das RIA unterhält die einzige Metallgießerei der U.S.Army.
Neben den technischen Forschungs- und Entwicklungseinrichtungen sind weitere Organisationselemente in der Garnison stationiert.

## Geschichte
Die Gründung geht auf einen Kongressbeschluss aus dem Jahr 1862 zurück, nachdem zunächst drei Gebäude für den Komplex errichtet wurden. Das Arsenal diente zunächst der Herstellung und Überholung von allgemeinen Rüstungsgütern. Während des Bürgerkriegs von 1863 bis 1865 diente der Gebäudekomplex als Gefangenenlager. Nach dem amerikanischen Bürgerkrieg lag der Schwerpunkt der Einrichtung auf der Entwicklung und Fertigung von Geschützen. Nach dem Ersten Weltkrieg wurden zeitweise Panzer gebaut. Der Schwerpunkt lag jedoch dann auf der Artillerietechnik insbesondere mit neuen Technologieansätzen. Dazu wurden Prototypen gefertigt und Truppenversuche durchgeführt. Seit 1904 wird auf dem Gelände der Einrichtung ein Museum zur Entwicklung der Wehrtechnik in den USA betrieben.
Es ist in den USA als National Historic Landmark ausgewiesen.

## Joint Manufacturing and Technology Center
Das Joint Manufacturing and Technology Center gilt als Folgeeinrichtung des ursprünglichen Rock Island Arsenal und heutiges Technologiezentrum. Unter anderem wird dort die Expertise der U.S.Army für Additive Fertigung gepflegt.

## Weitere dislozierte Organisationselemente
- U.S. Army Contracting Command[5]
- U.S. Army Sustainment Command[6]
- U.S. Joint Munitions Command
- U.S. Army Corps of Engineers
- Armament Research, Development and Engineering Center - Rock Island-
- Edgewood Chemical Biological Center - Rock Island-
- First United States Army
- U.S. Army Garrison - Rock Island (Garnisonskommando)[7][8]